# Massive Wonders
Singles de Nana Mizuki
Secret Ambition
(2007) Starcamp Ep
(2008)
Massive Wonders est le 16e single de la chanteuse et seiyū japonaise Nana Mizuki sorti le 22 août 2007 sous le label King Records. Il arrive 4e à l'Oricon. Il se vend à 41 838 exemplaires la première semaine et reste classé 12 semaines pour un total de 60 664 exemplaires vendus.
Massive Wonders a été utilisé comme second thème d'ouverture de l'anime Mahô Shôjo Lyrical Nanoha StrikerS et comme thème de fermeture de l'émission Shiodomei Event-bu sur NTV en août 2007. Happy Dive a été utilisé comme thème de fermeture de l'émission Radical sur NTV en août 2007. Pray a été utilisé comme thème musical de l'anime Mahô Shôjo Lyrical Nanoha StrikerS. Massive Wonders se trouve sur l'album Great Activity.

## Liste des titres
| 1. | Massive Wonders (MASSIVE WONDERS (lit. Merveille massive) | Nana Mizuki | 4:15 |
| 2. | Happy Dive (lit. Joyeuse plongée)                         | Bee'        | 3:59 |
| 3. | Pray (lit. Prie)                                          | Hibiki      | 4:29 |
| 4. | Massive Wonders (without NANA)                            |             | 4:15 |
| 5. | Happy Dive (without NANA)                                 |             | 3:59 |
| 6. | Pray (without NANA)                                       |             | 4:26 |

Auteurs : La musique et les arrangements de la 1re chanson sont faits par Toshiro Yabuki, ceux de la 2e et 3e chanson par Noriyasu Agematsu (Elements Garden).